# Whiting, Kansas
Whiting är en ort i Jackson County i Kansas. Vid 2010 års folkräkning hade Whiting 187 invånare.